# Jan-Richard Lislerud Hansen
Jan-Richard Lislerud Hansen (* 16. Januar 1983 in Drammen, Norwegen) ist ein ehemaliger norwegischer Handballspieler.
Der Linkaußenspieler spielte in seiner Heimat bei Reistad, Haugaland, Glassverket IF und Drammen HK. In der Saison 2005/06 gewann er mit 163 Treffern die Torschützenkrone der norwegischen Postenligaen. In der Saison 2008/09 spielte er beim deutschen Verein HSG Nordhorn-Lingen. Nach dessen Zwangsabschied ging er zurück nach Norwegen zu Drammen HK. Dort beendete er 2014 seine Karriere.
Für die norwegische Nationalmannschaft bestritt er 32 Partien, in denen er 55 Treffer erzielte.